# Isobel Pravda
Isobel Pravda es una actriz inglesa y la nieta de los actores checos George Pravda y Hana Maria Pravda.

## Carrera
Pravda interpretó a la protagonista femenina, Camille Monet, frente a Richard Armitage en la serie de la BBC1 series The Impressionists (2006). Tuvo el papel de Misha en tres episodios de Murphy's Law (2006) y DC Carla Masters en Double Dare para la serie Silent Witness (2007). Interpretó a Maria Bopkova en dos episodios de Dark Matters (2012) y Anya junto con Tom Hollander en dos episodios de la serie de la BBC2 Ambassadors (2013).
El trabajo cinematográfico de Pravda incluye Bianca en la película de RSA Someone Else (2005) y un cameo en la película de Kenneth Branagh Jack Ryan (2013). Isobel Pravda fue la imagen de la línea de cuidado facial Neutral de Unilever en la campaña 2013/2014 para Europa del Norte.
Sobre el escenario, Pravda ha interpretado a Portia en Julius Caesar en la producción de apertura en 2004 en el Menier Chocolate Factory. Sus otros trabajos sobre el escenario incluyen: Magdalena en Fighting the Tide para Hull Truck Theatre (2002); Clare en la obra de New End Theatre Commanding Voices (2002) con Jeremy Child; Lily en Zadie's Shoes en el Finborough Theatre (2003); Miss Bingley en el tour nacional de The Good Company de Pride and Prejudice (2005); Ana en Ana in Love en el The Hackney Empire (2006); y Tara en The Death of Cool en el Teatro Tristan Bates (2007).

### Conexión checa
La abuela de Isobel Pravda, Hana Maria Pravda, fue una judía checa que sobrevivió a Auschwitz. Se descubrió un diario que ella escribió en la marcha de la muerte muchos años después de la guerra y fue exhibido en el Imperial War Museum en Londres. Se le pidió a Isobel que leyese el diario para el Día del recuerdo del Holocausto de 2007 en el museo. The Svandovo Theatre, Prague[¿quién?] escribió la obra, The Good and the True, basado en su diario en el cual Isobel interpretó a su abuela en el tour de 2013/2014 a Praga, Londres, Bruselas y Nueva York.

## Vida personal
Su padre, el Dr. Alex Pravda, es un académico. Es miembro del Órgano de Gobierno del St Antony's College, Oxford. Su madre, Imogen Martin, enseñó Inglés y Lenguas Clásicas.